# This Is Where I Came In (canção)
"This Is Where I Came In" é um single de 2001 escrito pelos Bee Gees Barry, Robin e Maurice Gibb e foi lançada no álbum This Is Where I Came In naquele mesmo ano. Alcançou a décima sexta posição nos Estados Unidos.